# Tainan
Tainan (臺南T, TáinánP) è una città di Taiwan.
È localizzata nella regione sud-occidentale dell'isola di Taiwan. Al 2007 possedeva una popolazione di 764 147 abitanti. È la quarta città più popolosa dello stato, dopo Taipei, Kaohsiung e Taichung.

## Geografia antropica

### Suddivisioni amministrative
| Mappa di Tainan | Mappa di Tainan | Mappa di Tainan    | Mappa di Tainan  |
| --- | --------------- | ------------------ | ---------------- |
| Anding Annan Anping Baihe Beimen Danei Dongshan Orientale Guanmiao Guantian Guiren Houbi Jiali Jiangjun Liujia Liuying Longqi Madou Nanhua Nanxi Settentrionale Qigu Rende Shanhua Shanshang Meridionale West Cen. Xiaying Xigang Xinhua Xinshi Xinying Xuejia Yanshui Yongkang Yujing Zuozhen Contea di Chiayi Città di Chiayi Città di Kaohsiung Contea di Pingdong |                 |                    |                  |
| Nome | Hanzi           | Popolazione (2010) | Superficie (km2) |
| Distretto di Anping | 安平區          | 62 520             | 11,0663          |
| Distretto di Annan | 安南區          | 177 960            | 107,2016         |
| Distretto Orientale | 東區            | 194 608            | 14,4281          |
| Distretto Centro-Occidentale | 中西區          | 79 286             | 6,2600           |
| Distretto Meridionale | 南區            | 126 293            | 27,2681          |
| Distretto Settentrionale | 北區            | 131 939            | 10,4340          |
| Distretto di Xinying | 新營區          | 78 155             | 38,5386          |
| Distretto di Yongkang | 永康區          | 217 194            | 40,275           |
| Distretto di Baihe | 白河區          | 31 514             | 126,4046         |
| Distretto di Jiali | 佳里區          | 59 290             | 38,9422          |
| Distretto di Madou | 麻豆區          | 45 953             | 53,9744          |
| Distretto di Shanhua | 善化區          | 43 443             | 55,309           |
| Distretto di Xinhua | 新化區          | 44 116             | 62,0579          |
| Distretto di Xuejia | 學甲區          | 27 943             | 53,9919          |
| Distretto di Yanshui | 鹽水區          | 27 220             | 52,2455          |
| Distretto di Anding | 安定區          | 30 200             | 31,2700          |
| Distretto di Beimen | 北門區          | 12 504             | 44,1003          |
| Distretto di Danei | 大內區          | 10 903             | 70,3125          |
| Distretto di Dongshan | 東山區          | 23 182             | 124,91           |
| Distretto di Guanmiao | 關廟區          | 36 109             | 53,6413          |
| Distretto di Guantian | 官田區          | 22 284             | 70,7953          |
| Distretto di Guiren | 歸仁區          | 65 816             | 55,7913          |
| Distretto di Houbi | 後壁區          | 26 002             | 71,2189          |
| Distretto di Jiangjun | 將軍區          | 21 633             | 41,9796          |
| Distretto di Liujia | 六甲區          | 23 787             | 64,5471          |
| Distretto di Liuying | 柳營區          | 22 746             | 61,2929          |
| Distretto di Longqi | 龍崎區          | 4 395              | 64,0814          |
| Distretto di Nanhua | 南化區          | 8 919              | 171,5198         |
| Distretto di Nanxi | 楠西區          | 10 687             | 109,6316         |
| Distretto di Qigu | 七股區          | 24 857             | 110,1492         |
| Distretto di Rende | 仁德區          | 69 228             | 50,7664          |
| Distretto di Shanshang | 山上區          | 7 912              | 27,8780          |
| Distretto di Xiaying | 下營區          | 26 165             | 33,5291          |
| Distretto di Xigang | 西港區          | 25 242             | 33,7666          |
| Distretto di Xinshi | 新市區          | 34 794             | 47,8096          |
| Distretto di Yujing | 玉井區          | 15 442             | 76,366           |
| Distretto di Zuozhen | 左鎮區          | 5 531              | 74,9025          |

## Amministrazione

### Sindaci
- Hsu Tain-tsair, in carica dal 2001

### Gemellaggi
- Huntsville
- Oklahoma City
- Orlando